# Том Том
ТомТом је холандски произвођач аутомобилске навигације. Производи самосталне навигационе направе и софтвер, који се може употребити у различитим направама од мобилног телефона до преносног рачунара. Навигација се врши уз помоћ сателитског позицирања (енгл. Global Positioning Sistem).

## Покривеност
До 2007. ТомТом је покрио већину земаља западне Европе и САД. Србија тренутно још нема своје карте.

## Употреба на мобилном телефону
За употребу ТомТом навигације у мобилном телефону потребан је одговарајући телефон, који има свој оперативни систем. ТомТом се у том случају користи у комбинацији са сателитским пријемником. Углавном су данашњи пријемници повезани са 20 или 24 сателита. Праћење возила у саобраћају је врло квалитетно и прецизно. Сателити такође показују брзину возила, а софтвер нас снабдева са пуно информација о објектима на и поред пута (банке, бензинске станице, школе, ауто-сервиси,...).